# Агапантус ранний

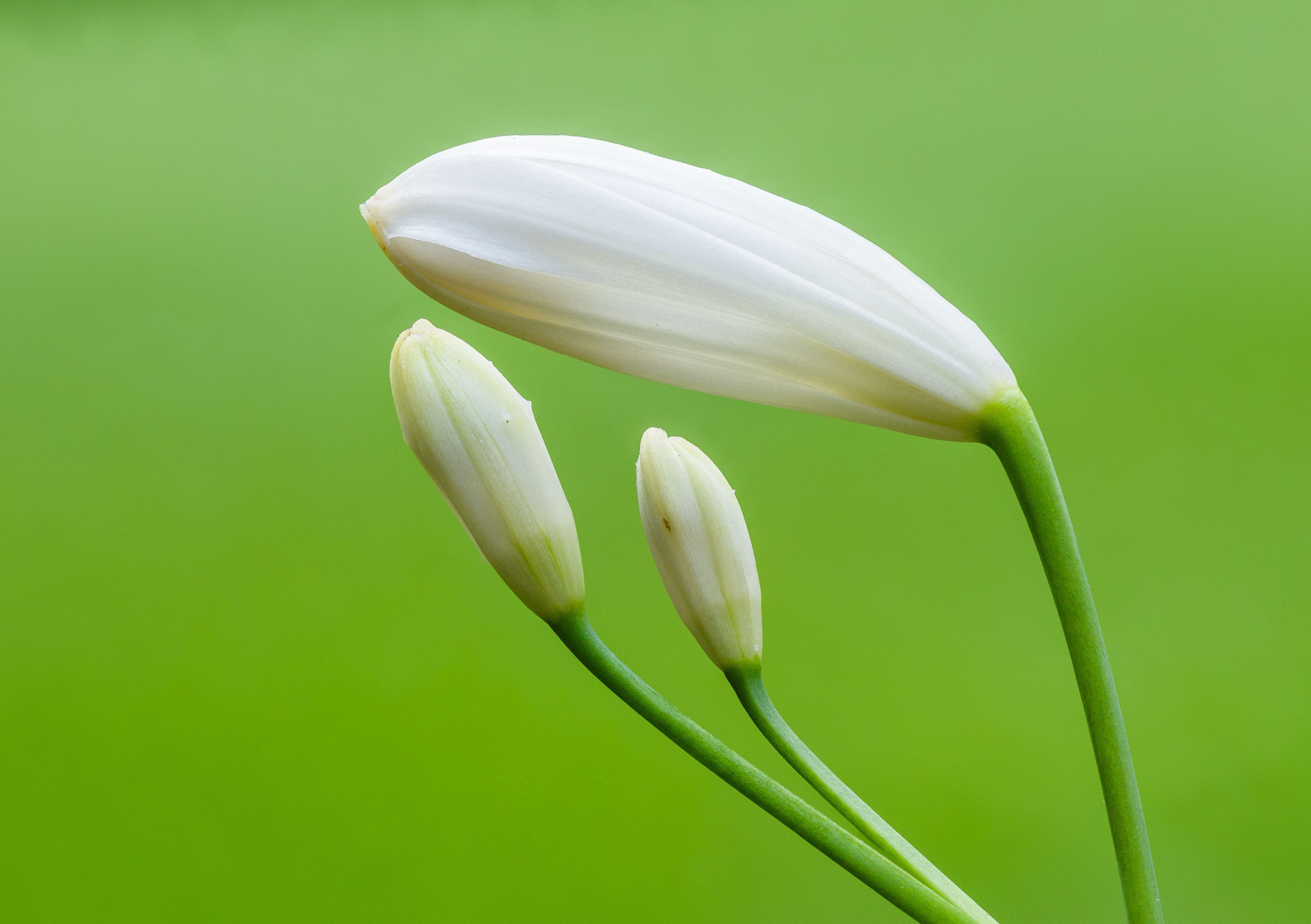

Агапантус ранний (лат. Agapanthus praecox) - вид многолетних травянистых растений из семейства Амариллисовые (Amaryllidaceae). Широко выращивается как декоративное растение благодаря крупным соцветиям и продолжительному цветению.

## Ботаническое описание
Агапантус ранний - вечнозелёное многолетнее растение с мясистыми корневищами. Листья линейные, ремневидные, собраны в прикорневую розетку, длиной до 60 см.
Цветоносы прямостоячие, достигают 1-1,5 м. Соцветия - крупные зонтики, содержащие до 100 цветков. Цветки трубчатые, чаще всего голубые или синие, реже белые. Цветёт в летний период, продолжительность цветения может достигать 2-3 месяцев.

## Распространение и экология
Родина растения - южные регионы Африки (ЮАР). В естественных условиях встречается на луговых и каменистых склонах, предпочитает солнечные места.
Благодаря высокой декоративности и устойчивости, широко культивируется в разных странах мира с субтропическим и умеренным климатом. В более холодных регионах выращивается как контейнерная культура с зимовкой в помещении.

## Использование
- Декоративное садоводство: агапантус ранний применяется для оформления парков, клумб, бордюров, а также в качестве акцентного растения.
- Комнатное цветоводство: в горшках выращивается как эффектное декоративное растение.
- Срезка: соцветия часто используют во флористике для составления букетов.

## Уход в культуре
Агапантус предпочитает солнечные места и плодородные хорошо дренированные почвы. Засухоустойчив, но отзывчив на регулярный полив в период активного роста. Размножается делением корневищ или семенами.

## Таксономия
- Царство: Растения[3] (Plantae)
- Отдел: Покрытосеменные[4] (Magnoliophyta)
- Класс: Однодольные[5] (Liliopsida)
- Порядок: Спаржецветные[6] (Asparagales)
- Семейство: Амариллисовые[1] (Amaryllidaceae)
- Род: Агапантус[7] (Agapanthus)
- Вид: Агапантус ранний (Agapanthus praecox)

Синонимы: Agapanthus orientalis, Agapanthus umbellatus.

## В культуре
Агапантус ранний часто упоминается в садоводческой литературе как «африканская лилия» или «лилия любви». Благодаря эффектному внешнему виду, стал популярным в декоративном садоводстве Европы ещё в XVIII веке.